# Stånddrabantkåren

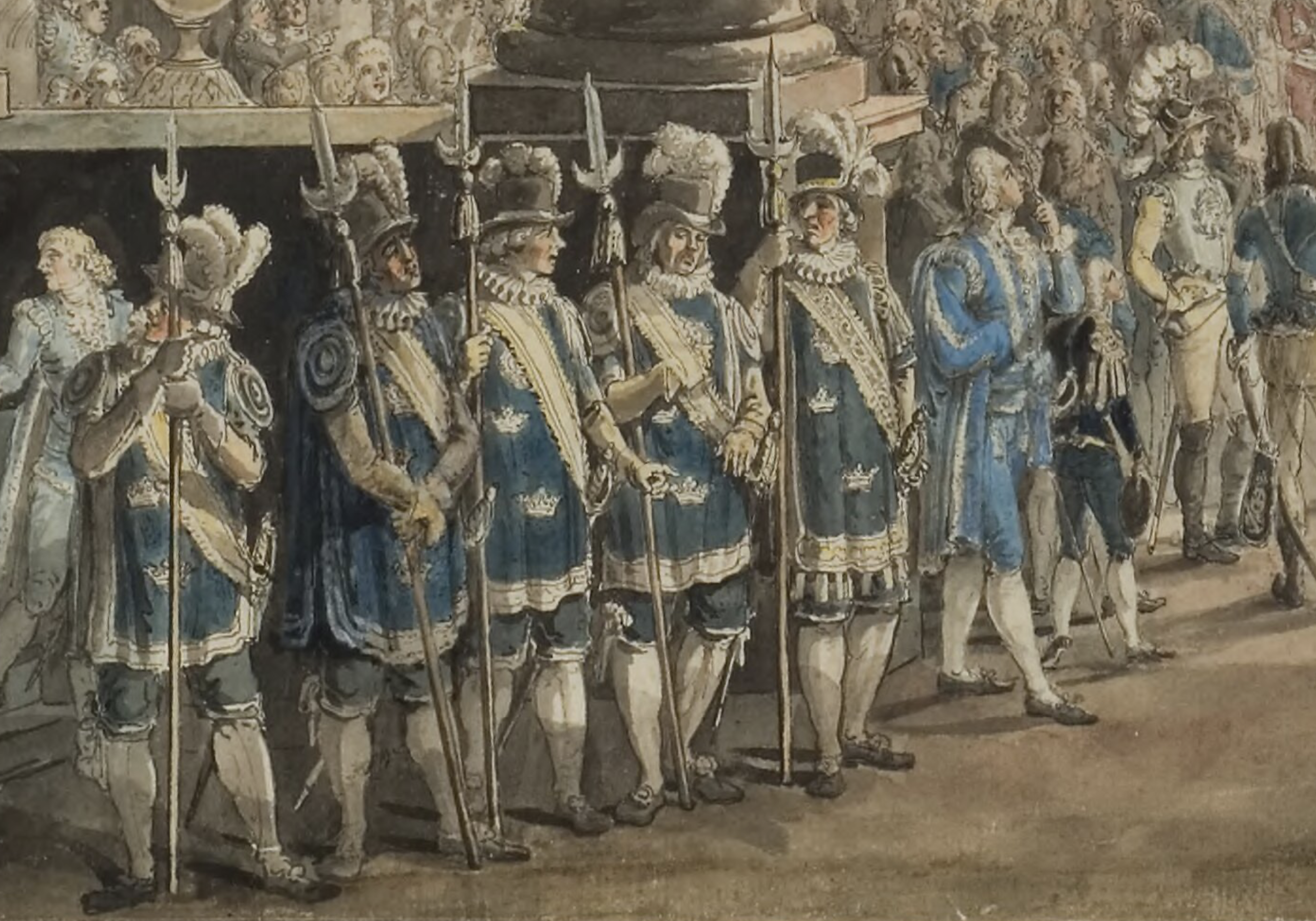
Fem stånddrabanter bevakar Gustaf IV Adolfs biläger i Rikssalen på Kungliga slottet den 1 november 1797. Målning av Martin Rudolf Heland.

Stånddrabantkåren, var en enhet av vakter vid Kungliga slottet som utgjordes av anställd vaktpersonal, med bakgrund som veteraner inom krigsmakten. Dessa kallades för stånddrabanter och ansvarade för bevakning och vakthållning i de yttre salarna i det kungliga slottet. Till utrustning och historik var de relativt lika de engelska Yeomen of the Guard.

## Historia
Stånddrabantkårens historia sträcker sig tillbaka till Gustav Vasas regeringstid då man införde bardisanbärande drabanter vid det kungliga hovet. Under den gustavianska tiden leddes kåren av en korpral som till sin hjälp hade en vicekorpral. Kåren utgjordes troligen av 12 fasta drabanter, men deras antal kunde utökas till totalt 44 vid särskilda tillfällen. Dessutom fanns 12 stånddrabantmusikanter. Stånddrabanterna hade hand om den inre vakttjänsten och stånddrabantsalen var deras vaktlokal. De deltog även i officiella sammanhang som riksdagar, kröningar, bröllop och begravningar. De hade lägre rang än livdrabanterna och tillhörde hovstaten.
Deras utrustning i form av vapen och beklädnad ändrades mycket lite från 1600-talet och framåt. Paradutrustningen utgjordes av ärmlösa kåpor som kallades flaxar i blått kläde med galoner i silver och foder i gult, flaxarna pryddes av Sveriges Tre kronor under en kunglig krona, kyller av skinn, vita stora halskragar i form av pipkragar, vida knäbyxor av burgundiskt snitt, vita strumpor, skor samt axelgehäng med fransar. Samtliga stånddrabanter bar värja i gehänget. De hade kraghandskar samt bar utöver värjorna även bardisan. På huvudet bar de vidbrättad hatt, ofta med vit plym.
1654 hade den engelska ambassadören Bulstrode Whitelocke besökt Drottning Kristina i Stockholm, och han skriver om stånddrabanterna:
| ” | Drottningens Stånddrabanter stodo i sin rika klädnad med Svenska vapnet broderadt af guld, sverd vid sidan och förgylte bardisaner i deras händer. De stodo ganska stilla, likare beläten än människor. | „ |

Stånddrabantkårens sista tjänstgöring var vid Oscar I:s kröning 1844 och de har därefter aldrig mer förekommit.

## Bilder

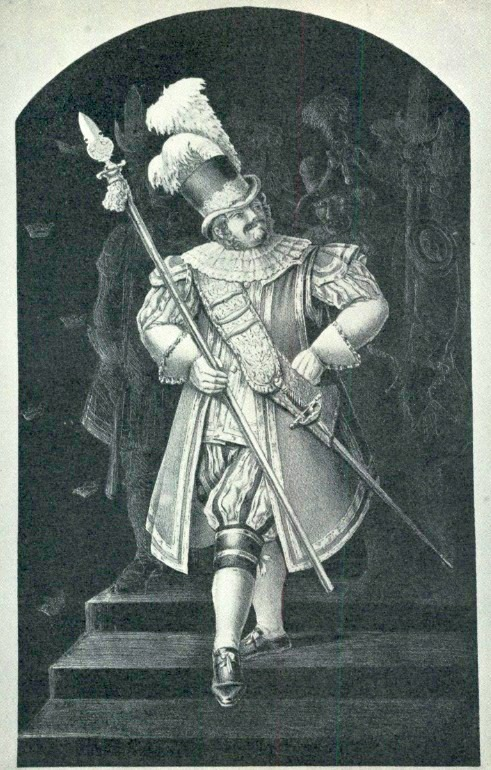
Chefen för Stånddrabantkåren under det sena 1700-talet, Anders Kraak. (1832)
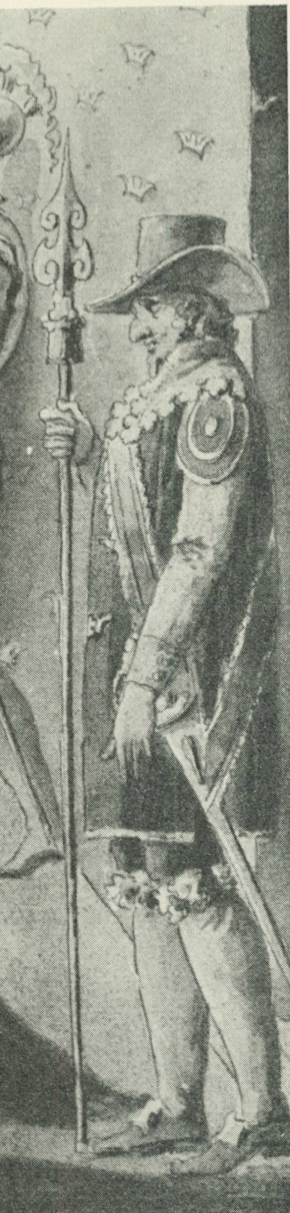
En stånddrabant år 1810 iklädd flax med tre kronor samt hållande en bardisan.
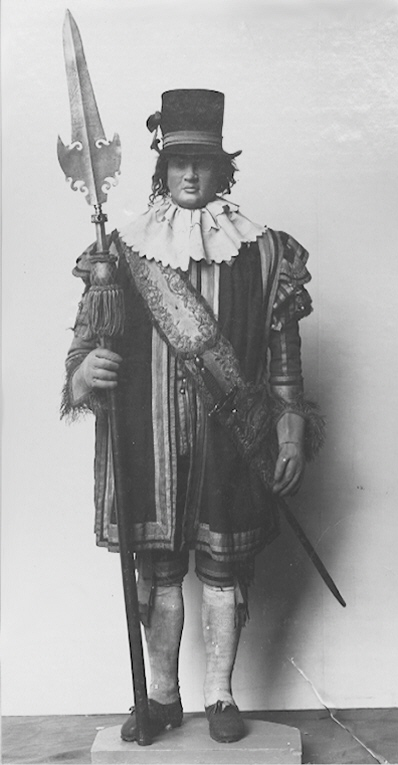
Uniform för vicekorpralen vid Stånddrabantkåren. Buren vid Oscar I:s kröning 1844. (Livrustkammaren)
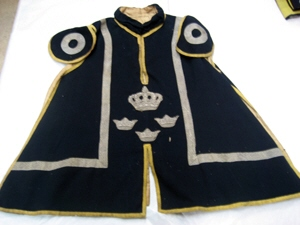
Flax för en stånddrabant från ca år 1800. (Livrustkammaren)
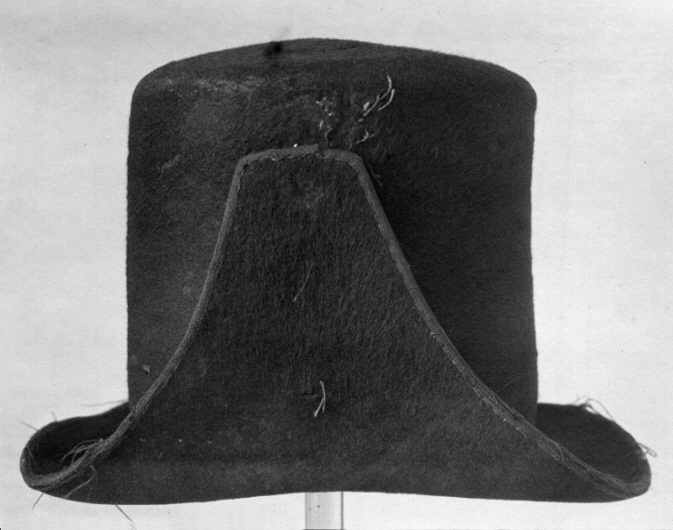
Hatt för en stånddrabant. (Livrustkammaren)
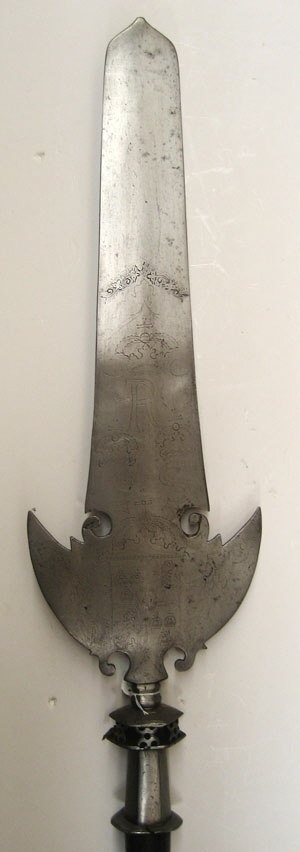
Bardisan för Drottning Kristinas stånddrabanter, ursprungligen förgylld. Tillverkade 1649 vid Jäders bruk. (Livrustkammaren)